# Duda Santos (futebolista)
Eduarda Aparecida da Silva dos Santos (Major Izidoro, 24 de março de 1996), conhecida como Duda Santos ou simplesmente Duda, é uma jogadora de futebol profissional brasileira que atua como meio-campista pela Ferroviária.

## Carreira em clubes
Nascida em Major Izidoro, Alagoas, Duda jogou futsal e fez sua estreia no futebol profissional com o Chapecoense em 2014. Em 2017, após um curto período no Kindermann/Avaí, ela se mudou para o clube israelense Kiryat Gat.
Duda retornou ao Brasil e ao Avaí em 2018, sendo titular regular até rescindir seu contrato em janeiro de 2021. No final do mês, ela se juntou ao Palmeiras.
No começo de 2024 foi anunciada como novo reforço da Ferroviária para a temporada. 

## Carreira internacional
Depois de representar o Brasil na categoria sub-20, Duda recebeu sua primeira convocação para a seleção principal em 9 de novembro de 2020, para amistosos contra a Argentina. Ela fez sua estreia internacional em 27 de novembro daquele ano, entrando como substituta no segundo tempo de jogo no lugar de Adriana e marcando o sexto gol da equipe em uma vitória por 6 a 0 sobre o Equador na Arena Corinthians.

## Estatísticas de carreira

### Internacional
- Atualizado até 10 de julho de 2022

| Brasil | Brasil   | Brasil |
| Ano    | Partidas | Gols   |
| ------ | -------- | ------ |
| 2020   | 1        | 1      |
| 2022   | 3        | 0      |
| Total  | 4        | 1      |

### Gols internacionais
| Gol | Data                   | Local             | Oponente | Placar | Resultado | Competição        |
| --- | ---------------------- | ----------------- | -------- | ------ | --------- | ----------------- |
| 1   | 27 de novembro de 2020 | São Paulo, Brasil | Equador  | 6–0    | 6–0       | Amistoso          |
| 2   | 21 de julho de 2022    | Cali, Colômbia    | Peru     | 4–0    | 6–0       | Copa América 2022 |

## Títulos
Palmeiras
- Copa Libertadores da América: 2022
- Campeonato Paulista: 2022

Seleção Brasileira
- Copa América: 2022[9]